# Tamás Bakócz
Tamás Bakócz (né en 1442 à Erdőd en Hongrie, aujourd'hui en Roumanie, et mort à Esztergom le 11 juin 1521) est un cardinal hongrois du XVe siècle et du début du XVIe siècle.

## Biographie
Tamás Bakócz est élu évêque de Győr en 1487 et joue un rôle important dans l'élection de Vladislas IV de Bohême comme roi de Hongrie en 1490. Il est nommé chancelier de Hongrie et est le régent réel de Hongrie. Le roi le nomme évêque d'Eger en 1491, et en 1497 il est promu archevêque d'Esztergom.
Le pape Alexandre VI le crée cardinal lors du consistoire du 28 septembre 1500, à la demande du roi de Hongrie. Le cardinal Bakócz est nommé patriarche latin de Constantinople.
Le cardinal Bakócz ne participe pas aux deux conclaves de 1503 (élection de Pie III et de Jules II), mais il participe à celui de 1513, lors duquel Léon X est élu. Il avait lui-même eu des ambitions pour devenir pape, mais il rentre en Hongrie, avec une bulle de Léon X avec la mission d'entamer une nouvelle croisade contre les Turcs. La croisade aboutit à une jacquerie, qui ravage tout le royaume et qui abaisse la confiance en Bakócz.